# NK Dobra Novigrad na Dobri
NK Dobra je nogometni klub iz Novigrada na Dobri.
Natječe se u 2. ŽNL Karlovačkoj Skupina "Jug".

## Povijest
Klub je osnovan 1969. godine. U sezoni 2013./14. NK Dobra osvaja 1. mjesto u 2. ŽNL Karlovačkoj, ali zbog nedovoljnog broja mlađih selekcija, ne dobiva licencu za nastup u višem rangu, te umjesto nje u 1. ŽNL Karlovačku odlazi NK Petrova gora Vojnić.

### Plasmani kluba kroz povijest
| Sezona                              | Liga                               | Plasman   |
| ----------------------------------- | ---------------------------------- | --------- |
| 1995./96.                           | ŽNL Karlovačka – Sjeverna grupa    | 5. mjesto |
| 1996./97.                           | 2. ŽNL Karlovačka                  | 4. mjesto |
| 1997./98.                           | 2. ŽNL Karlovačka                  | 1. mjesto |
| 1998. – 2000. klub se nije natjecao |                                    |           |
| 2000./01.                           | 3. ŽNL Karlovačka                  | 8. mjesto |
| 2001./02.                           | 3. ŽNL Karlovačka                  | 9. mjesto |
| 2002./03.                           | 3. ŽNL Karlovačka                  | 2. mjesto |
| 2008./09.                           | 2. ŽNL Karlovačka                  | 3. mjesto |
| 2009./10.                           | 2. ŽNL Karlovačka                  | 3. mjesto |
| 2010./11.                           | 2. ŽNL Karlovačka                  | 6. mjesto |
| 2011./12.                           | 2. ŽNL Karlovačka                  | 7. mjesto |
| 2012./13.                           | 2. ŽNL Karlovačka                  | 3. mjesto |
| 2013./14.                           | 2. ŽNL Karlovačka                  | 1. mjesto |
| 2014./15.                           | 2. ŽNL Karlovačka – Skupina Jug    | 6. mjesto |
| 2015./16.                           | 2. ŽNL Karlovačka – Skupina Jug    | 2. mjesto |
| 2016./17.                           | 2. ŽNL Karlovačka – Skupina Sjever | 3. mjesto |

## Vanjske poveznice
- Blog kluba